# Будин

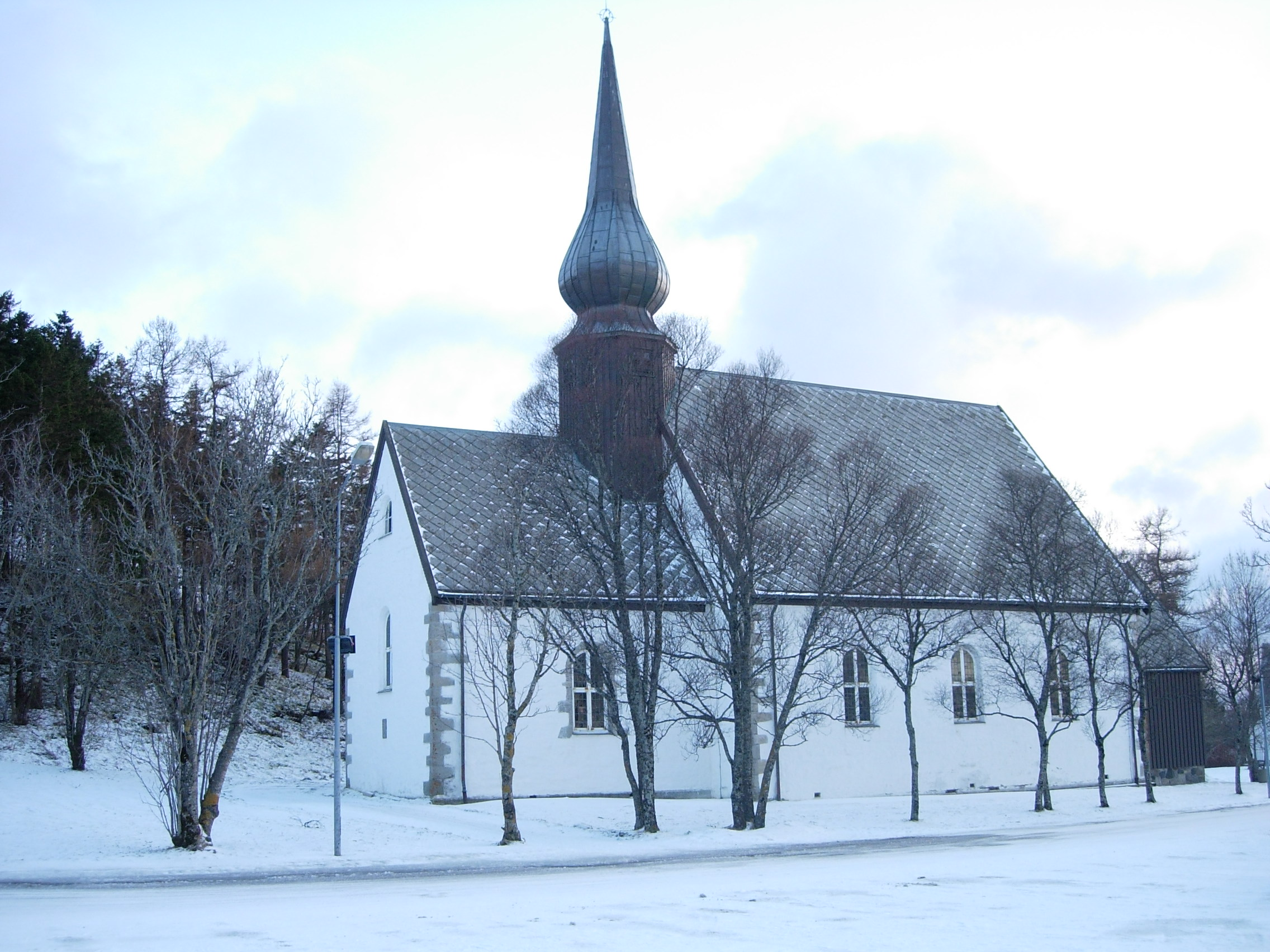
Будинская церковь

Будин (норв. Bodin) — бывшая коммуна в фюльке Нурланн в Норвегии.
Будин получил статус коммуны 1 января 1838 года. Некоторые небольшие части коммуны были переданы городу Будё 1 января 1901 года и 1 июля 1938 года.
Большая часть коммуны Кьеррингёй, так же как и небольшая часть коммуны Сёрфолл были присоединены к коммуне Будин 1 января 1964 года. Будин перестал существовать как отдельная коммуна 1 января 1968 года, потому что вошёл в состав Будё. На тот момент население Будина составляло 13 323 жителя, население Будё — 14 252 жителя.

## Название
До 1896 года коммуна называлась Bodø herred (сельский район Будё). Город Будё был назван в часть старой фермы Bodøgård (ферма Будё).
Старонорвежское название фермы было Boðvin и коммуна (первоначально приход) была так названа, потому что первая церковь была построена на территории фермы. Значение первой части возможность было слово boði, которое означает подводные скалы или шхеры, окончание названия — слово vin, означает луг, пастбище.